# Again, Dangerous Visions
Again, Dangerous Visions est un recueil de nouvelles de science-fiction composé par Harlan Ellison, avec des illustrations d'Ed Emshwiller, publié chez Doubleday en 1972. Ce recueil n'a jamais été traduit en français.
Il est la suite du recueil Dangereuses Visions qui avait été publié en 1967 et qui avait connu un grand succès.
Il devait être suivi d'un troisième et dernier recueil, The Last Dangerous Visions, qui ne vit jamais le jour.

## Distinctions
- Deux nouvelles du recueil ont été primées :
  - The Word for World Is Forest d'Ursula K. Le Guin a reçu le prix Hugo du meilleur roman court 1973 ; la nouvelle est parue en roman en 1976 sous le titre Le nom du monde est forêt ;
  - Lorsque tout changea (When It Changed) de Joanna Russ a reçu le prix Nebula de la meilleure nouvelle courte 1972.
- Par ailleurs, pour la seconde fois Harlan Ellison a reçu un prix Hugo spécial pour la parution de l'anthologie.

## Nouvelles

### Introduction:An Assault of New Dreamers
- Auteur : Harlan Ellison
- Résumé :

### The Counterpoint of View
- Auteur : John Heidenry (en)
- Résumé :

### Ching Witch!
- Auteur : Ross Rocklynne (en)
- Résumé :

### The Word for World Is Forest
- Auteur : Ursula K. Le Guin
- Distinction : prix Hugo du meilleur roman court 1973
- Résumé :

### For Value Received
- Auteur : Andrew J. Offutt
- Résumé :

### Mathoms From the Time Closet
- Auteur : Gene Wolfe.
- Résumé :

### Time Travel For Pedestrians
- Auteur : Ray Faraday Nelson
- Résumé :

### Christ, Old Student in a New School
- Auteur : Ray Bradbury
- Résumé :

### King of the Hill
- Auteur : Chad Oliver
- Résumé :

### The 10:00 Report Is Brought to You by…
- Auteur : Edward Bryant
- Résumé :

### The Funeral
- Auteur : Kate Wilhelm
- Résumé :

### Harry the Hare
- Auteur : James B. Hemesath
- Résumé :

### When It Changed
- Auteur : Joanna Russ
- Distinction : prix Nebula de la meilleure nouvelle courte 1972
- Résumé :

### The Big Space Fuck
- Auteur : Kurt Vonnegut
- Résumé :

### Bounty
- Auteur : T. L. Sherred (en)
- Résumé :

### Still-Life
- Auteur : K. M. O'Donnell (Barry N. Malzberg)
- Résumé :

### Stoned Counsel
- Auteur : H. H. Hollis
- Résumé :

### Monitored Dreams & Strategic Crémations
- Auteur : Bernard Wolfe.
- Résumé :

### With A Finger in My I
- Auteur : David Gerrold
- Résumé :

### In the Barn
- Auteur : Piers Anthony
- Résumé :

### Soundless Evening
- Auteur : Lee Hoffman (en)
- Résumé :

### █
- Auteur : Gahan Wilson
- Nouvelle publiée en français dans le recueil Histoires de créatures (1984).
- Résumé : Un jour, Reginald Archer constate une petite tache noire, ronde, de la taille de la moitié de l'ongle de son petit doigt, sur la nappe de la table de son salon. Avec l'aide de son majordome, il tente de l'essuyer mais sans succès. Au fil des heures, la tache disparaît puis réapparaît, chaque fois en grossissant. Reginald appelle à l’aide un ami, Harry Mandifer. Puis les deux hommes arrivent à une conclusion assez terrible : cette « tache » est en fait quelque chose de vivant. Végétal ? Animal ? On n'en sait trop rien encore, mais il est certain qu'elle est capable de se déplacer, et même de se cacher. À la fin de la nouvelle, la chose a grossi de telle manière qu'elle a pris la superficie d'un tapis de bonne taille, et dévore Reginald Archer. C'est bien un animal, et même un animal carnivore, qui ne va pas cesser de se développer…

### The Test-Tube Creature, Afterward
- Auteur : Joan Bernott (en)
- Résumé :

### And the Sea Like Mirrors
- Auteur : Gregory Benford
- Résumé :

### Bed Sheets Are White
- Auteur : Evelyn Lief
- Résumé :

### Tissue: At the Fitting Shop / 53rd American Dream
- Auteur : James Sallis
- Résumé :

### Elouise And The Doctors of the Planet Pergamon
- Auteur : Josephine Saxton
- Résumé :

### Chuck Berry, Won't You Please Come Home
- Auteur : Ken McCullough
- Résumé :

### Epiphany For Aliens
- Auteur : Dave Kerr
- Résumé :

### Eye of the Beholder
- Auteur : Burt K. Filer
- Résumé :

### Moth Race
- Auteur : Richard Hill
- Résumé :

### In Re Glover
- Auteur : Leonard Tushnet
- Résumé :

### Zero Gee
- Auteur : Ben Bova
- Résumé :

### A Mouse in the Walls of the Global Village
- Auteur : Dean Koontz
- Résumé :

### Getting Along
- Auteur : James Blish et Judith Ann Lawrence
- Résumé :

### Totenbuch
- Auteur : A Parra
- Résumé :

### Things Lost
- Auteur : Thomas M. Disch
- Résumé :

### With the Bentfin Boomer Boys on Little Old New Alabama
- Auteur : Richard A. Lupoff
- Résumé :

### Lamia Mutable
- Auteur : M. John Harrison
- Résumé :

### Last Train to Kankakee
- Auteur : Robin Scott
- Résumé :

### Empire of the Sun
- Auteur : Andrew Weiner
- Résumé :

### Ozymandias
- Auteur : Terry Carr
- Résumé :

### The Milk of Paradise
- Auteur : James Tiptree, Jr
- Résumé :

## Annexs